# 和真
株式会社和真（わしん）は、東京都中央区に本社をおく、メガネ・コンタクトレンズの専門店。

## 本部
- 本社本店
  - 東京都中央区銀座 8-9-13
- 事業本部
  - 東京都千代田区二番町４番地５  住友不動産二番町ファーストビル７階

## 沿革
- 1951年4月 - 埼玉県浦和市に眼鏡専門店を創設。
- 1964年5月 - 株式会社に改組。社名を株式会社和光とする。
- 1966年9月 - 卸部開設、株式会社日和光器。
- 1976年4月 - 東京・銀座に本店を開設、同時に本社を移転。社名を株式会社和真とする。
- 1991年1月 - ロイド眼鏡株式会社、和真グループが吸収合併（仙台店ほか）。
- 1996年11月 - フレンドショップチェーン加盟100店舗達成。
- 2001年11月 - 銀座本店を改装。高齢社会に対応した「遠近両用メガネ専門ショップ」として開設。
- 2003年3月 - 銀座本店を中央通り・銀座八丁目に移転。和真フラッグシップ店に。
- 2004年10月 - 和真グループ関連会社を株式会社和真に統合。
- 2024年４月 - ルックスオティカジャパンに株式譲渡。

### 学校法人東京オプトメトリックカレッジ
- 1980年4月 - 池袋に「東京眼鏡専門学院」を開校（一般応募）。
- 1985年4月 - 「東京眼鏡専門学院」を高田馬場へ移転、同時に「早稲田眼鏡専門学校」と改称、東京都認可校としてスタート。
- 1991年9月 - 中国・天津医科大学（国立・総合医科大学）と提携、「天津医科大学早稲田眼鏡学校」を開校。
- 2000年4月 - 「早稲田眼鏡専門学校」を『学校法人東京オプトメトリックカレッジ』に統合。

## イメージキャラクター
- 橋爪功 - 2004年
- 根本りつ子 - 2004年
- 内藤剛志 - 2007年
- 貫地谷しほり - 2007年

## 提供番組
- パネルクイズ アタック25（2008年4月から）

## 店舗
（直営店、和真メガネフレンドショップ加盟店(全視界メガネ正規取扱店)）

### 北海道
- メガネの大学堂(苫小牧市)
- 中川眼鏡店(江別市)
- メガネのシオジリ栄町店(滝川市)
- メガネのシオジリ東町店(滝川市)
- メガネのシオジリ旭川店(パワーズ内)
- メガネのシオジリ手稲店(イオン札幌手稲店内)
- メガネのシオジリ グラスフィズ大曲店(インターヴィレッジペコラプラザ内、北広島市)
- メガネの愛和(帯広市)
- メガネのオバタ本店(北見市)
- メガネの柴田(倶知安町)
- めがねのフジモト(函館市)
- メガネサロン(函館丸井今井　内)
- ワイズグラッシーズ(函館)
- クリスタルアイタカダ本店(小樽都通り)
- クリスタルアイタカダウィングベイ小樽店
- メガネのクスモト(伊達市)
- メガネのオーマチ(恵庭市)

### 青森県
- メガネのタカハシ(むつ市)

### 秋田県
- メガネの千修末広町店(大館市)
- メガネの千修御成り町店(大館市)
- メガネのカワタ(北秋田市)
- メガネのオヤナギ(八郎潟町)、
- メガネのイチノセキ本店(秋田市広面)
- メガネのイチノセキ桜店(秋田市)
- メガネの和光本店(由利本荘市裏尾崎町)
- メガネの和光東バイパス店(由利本荘市東梵天)

### 岩手県
- メガネのトップアイ(盛岡市)

### 山形県
- メガネのサトウ(酒田市)

### 福島県
- 会津若松店
- 郡山うすい店
- 福島駅東口店
- メガネのはんがい本店(相馬市)
- メガネのヨネクラ須賀川本店
- メガネのヨネクラ石川店

### 宮城県
- 仙台長町店(ザ・モール仙台長町内)
- 石巻あけぼの店(イトーヨーカドー同店内)
- 古川駅前店　(大崎市・2016年8月31日閉店）

### 東京都
- 銀座本店
- 新宿本館(新宿3-28-7)
- 新宿レディース店(新宿3-36-13)
- 新宿ANNEX(新宿3-27-1)、
- 荻窪店(西友内)
- 渋谷店
- メガネのフタバ祐天寺店
- メガネの富士屋-KINSEIDO Group-(世田谷区南烏山)
- 吉祥寺店(西友吉祥寺店内)、
- 東久留米店(イトーヨーカドー内)
- ひばりが丘店(西友ひばりが丘店内)
- 大泉店(リヴィンオズ大泉店内)
- 光が丘店(リヴィン光が丘店内)
- 巣鴨店(西友巣鴨店内)
- 赤羽すずらん通り店(赤羽2)
- 赤羽西口店(イトーヨーカドー赤羽店内)
- 葛西店(イトーヨーカドー葛西店内)
- メガネの明光堂本店(富岡)
- メガネの明光堂東陽町店(西友内)
- 八王子店
- みずほ店(ザ・モールみずほ16内)
- 福生店(西友内)
- 木場店(イトーヨーカドー木場店内)
- 和真国分寺店
- きんせい堂(東村山市栄町)
- 町田店(西友内)
- 和光メガネ府中駅前店(宮町1-14-23)
- 和光コンタクト(寿町2-1-2)
- 和光メガネ大井町本店(大井1-10-1)
- 和光メガネ大井町イトーヨーカドー店(同店内)
- メガネの内山(大田区池上5-12-2-101)
- 高尾店(イーアス高尾内)

### 神奈川県
- 川崎ルフロン店
- 古淵店(イトーヨーカドー内)
- 藤沢店(南藤沢)
- 湘南台店(イトーヨーカドー内)
- 和光メガネ茅ヶ崎店
- 戸塚店(トツカーナ内)
- 和真トレッサ横浜店
- メガネの美和(緑区)
- 横浜別所店(イトーヨーカドー内)
- 二俣川店(西友内)
- 横須賀店(横須賀モアーズシティ内)
- 平塚店
- 二宮店(西友内)
- 小田原栄町店
- 小田原ダイナシティ店
- 金沢文庫店(アピタ金沢文庫内)
- メガネの三洋(湯河原町)
- メガネのエドヤ秦野店
- メガネのエドヤ伊勢原店
- メガネのオオサワ(松田町)

### 千葉県
- 浦安店(西友内)
- 和真津田沼店(イトーヨーカドー内)
- 常盤平店(西友内)
- シーエスメガネ(八千代台)
- メガネのサンアイ本店(館山市北条)
- メガネのサンアイイオンタウン館山店
- メガネオークラ(千葉市若葉区)
- メガネShopオプトライン(イオン八街店内)

### 埼玉県
- 川口店
- アリオ川口店
- 蕨・錦町店(イトーヨーカドー錦町店内)
- 浦和本館(高砂1)
- 浦和県庁通り店(高砂2)
- 大宮店(イトーヨーカドー大宮店内)
- 大宮・宮原店(イトーヨーカドー大宮宮原店内)
- 蓮田店(MEGAドン・キホーテ内)
- 南越谷店
- 越谷レイクタウン店(イオンレイクタウンKAZE)
- 和真春日部店(イトーヨーカドー春日部店内)、
- ハシモトメガネ(イトーヨーカドー久喜店内)
- 加須店(加須カタクラパーク・イトーヨーカドー内)
- 朝霞店(マルエツ内)
- 小手指店(西友内)
- パルオオクボ(飯能市)
- 川越店
- ピオニウォーク東松山店(ピオニウォーク内)

### 群馬県
- 高崎アピタ店
- 前橋店(ケヤキウォーク内)
- はまや本店(中の条町)
- メガネのヒルマ(桐生市)
- アイルックメガネ(藤岡市)
- 伊勢崎店

### 茨城県
- 水戸店(駅ビル・エクセル内)
- イーストセバタ(古河市)

### 栃木県
- 小山店(イトーヨーカドー内)
- 宇都宮店(福田屋ショッピングプラザ宇都宮店内)
- 宇都宮インターパーク店(FKDショッピングモール宇都宮インターパーク店内)
- メガネのオスカー(那須塩原市)
- ウチダメガネ(足利市)

### 静岡県
- 静岡パルシェ店(静岡パルシェ5F)
- マークイス静岡店(マークイズ静岡内)
- 藤枝店(西友内)
- 浜松店(メイワン5階)
- メガネのアイルック(富士市)

### 山梨県
- 和真甲府昭和店(イトーヨーカドー内)
- メガネのすすき(笛吹市石和町)
- 昭和堂(甲州市塩山)
- メガネのオノ(韮崎市)
- メガネの北杜(北杜市長坂町、シヨツピングセンターキララシティ内)

### 長野県
- 上田店(アリオ2階)
- 長野駅前店
- 川中島店(西友内)
- メガネの金賞堂公園通り店(松本市中央)
- メガネの金賞堂ジャスコ南松本店
- 井上メガネサロン(同店新館)

### 新潟県
- 長岡店(イオン長岡内)
- 丸大新潟店(イトーヨーカドー内)
- メガネのLOOK(上越市)
- メガネ90 KUWA(五泉市村松)
- キラタケベ(新潟市西蒲区巻甲)
- メガネパーク(見附市)

### 石川県
- メガネサロンカタオカ本店(金沢市)
- メガネのアイビー津幡店(河北郡)

### 福井県
- ハートランド坂井店(坂井市)
- ハートランド三国イーザ店(坂井市)
- ハートランド武生店(越前市)

### 愛知県
- メガネセンターヤガミ道徳店(名古屋市南区)
- メガネのヤガミ東海通店(MEGAドン・キホーテUNY東海通店内)
- メガネのヤガミ桶狭間店(ピアゴ清水山店内)
- メガネのヤガミ安城福釜店(ピアゴ福釜店内)
- アイコーメガネ鳥居松店(春日井市)
- アイコーメガネ勝川店(春日井市)
- メガネのニイミ(半田市)
- マイビジョン(イトーヨーカドー犬山キャスタ内)
- メガネサロンクボタ(豊川市)

### 岐阜県
- メガネのウカイ(岐阜市)
- メガネのナルセ(恵那市)

### 関西・近畿
- メガネプラザ ノガミ(東近江市八日市町)
- メガネサロンミヤガワ(守山市)
- トキヤ北大路店(ビブレ内)
- アベル本店(桜井市)
- メガネは長江 千里北店(吹田市)
- 加古川店(グリーンプラザべふ・グリーンもーる)
- メガネの山口(南あわじ市)
- 神戸メガネ(豊岡市)
- メガネのアマガン・センター店(尼崎市)
- メガネのアマガン立花店(尼崎市)
- メガネのアマガンつかしん店(尼崎市)
- メガネのアマガン川西店(川西店)

### 中国・四国
- メガネ・補聴器の麻生（福山市）
- メガネルック(津山市)
- メガネの雄飛(玉野市)
- メガネのまつや(西条プラザ内)
- マツヤオプテイーク(フジグラン東広島内)
- メガネ倶楽部(広島市安佐北区可部)
- めがね倶楽部赤岸(下関市豊浦)
- メガネのクロカワ本店(宇部市)
- メガネのカワダ フジ宇和店
- メガネのルック(高松市)
- 貴美屋(さぬき市寒川町)
- アイユート(高知市)
- とけい.・宝石・メガネ ハラダ(徳島市)
- ニューおちあい(米子市)
- おちあい安来プラーナ店(安来プラーナ内)
- おちあい松江キャスパル店(松江キャスパル内)

### 九州
- いけだ眼鏡(岡垣町)
- 時計宝石メガネ ヒラヤマ(筑紫野市)
- モラージュ佐賀店
- メガネのハシムラ(唐津市)
- めがねのせき(宮崎市)
- メガネの明視堂(高鍋町)
- 西村メガネジャスコ店(日向市)
- メガネは長江(八代市)
- メガネのきよた(熊本市)
- メガネの豊福(津久見市)
- メガネの二光本店(鹿児島市草牟田)
- メガネの二光玉江橋店(鹿児島市下伊敷)
- メガネのプリンス(鹿児島市柴原)
- メガネ技術館キヨミズ(串木野市)
- めがねハウス(出水市)
- 沖縄・那覇店(デパートリウボウ内)